# Dalcahue
Dalcahue è un comune del Cile della provincia di Chiloé nella Regione di Los Lagos. Al censimento del 2002 possedeva una popolazione di 10.693 abitanti.
Il comune è localizzato sull'isola di Chiloé.

## Società

### Evoluzione demografica
| Censimento del 1992 | Censimento del 2002 |
| 7.763 ab.           | 10.693 ab.          |